# Gaiwan

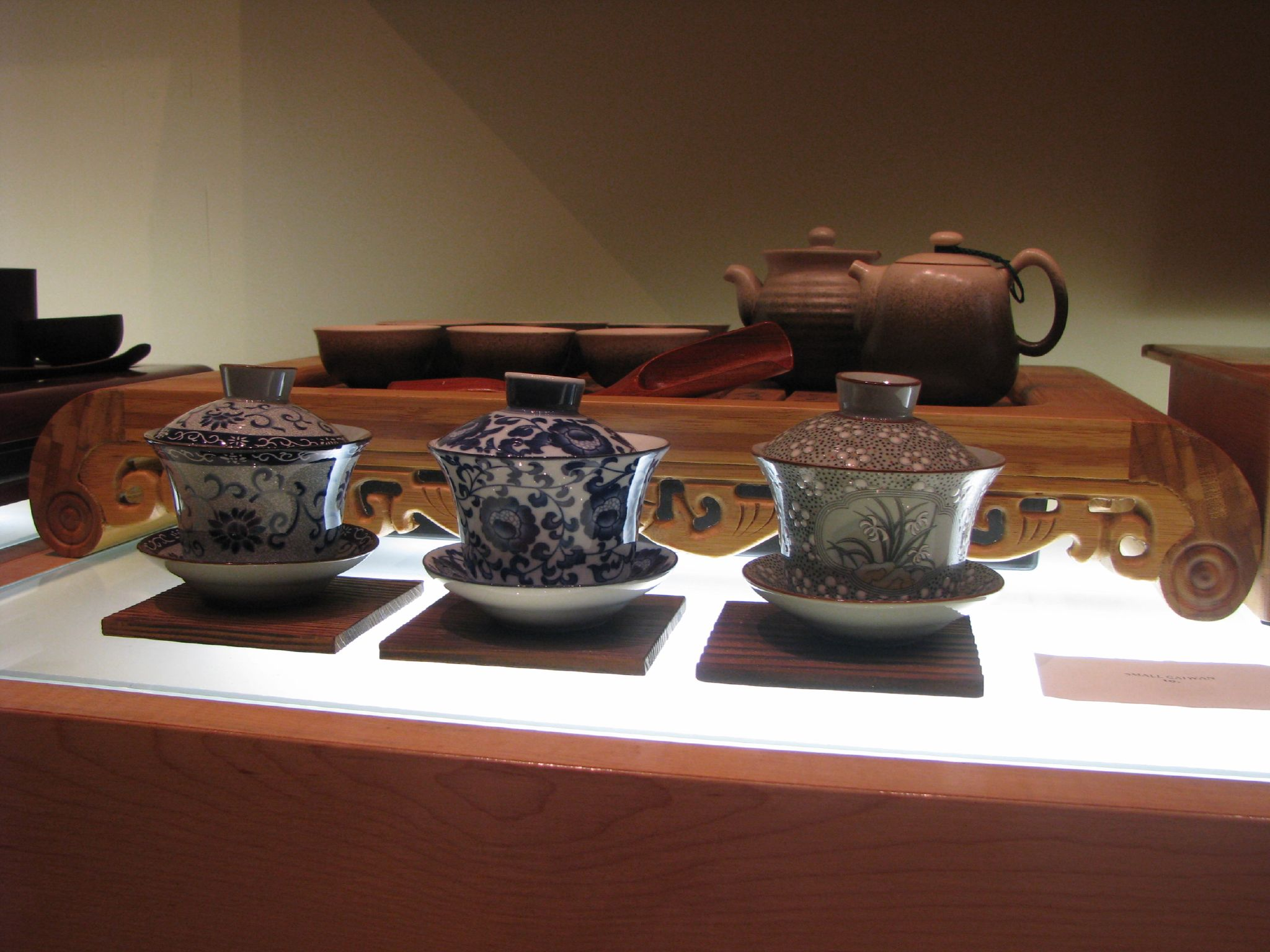
Utensili cinesi per il tè, tra i quali figurano tre gaiwan in primo piano.

Una gaiwan (蓋碗T, 盖碗S, gàiwǎnP), detta anche zhong, è una tazza priva di manico, munita di coperchio e piattino, che viene usata per l'infusione e il consumo di tè. È stata inventata durante la dinastia Ming.

## Storia

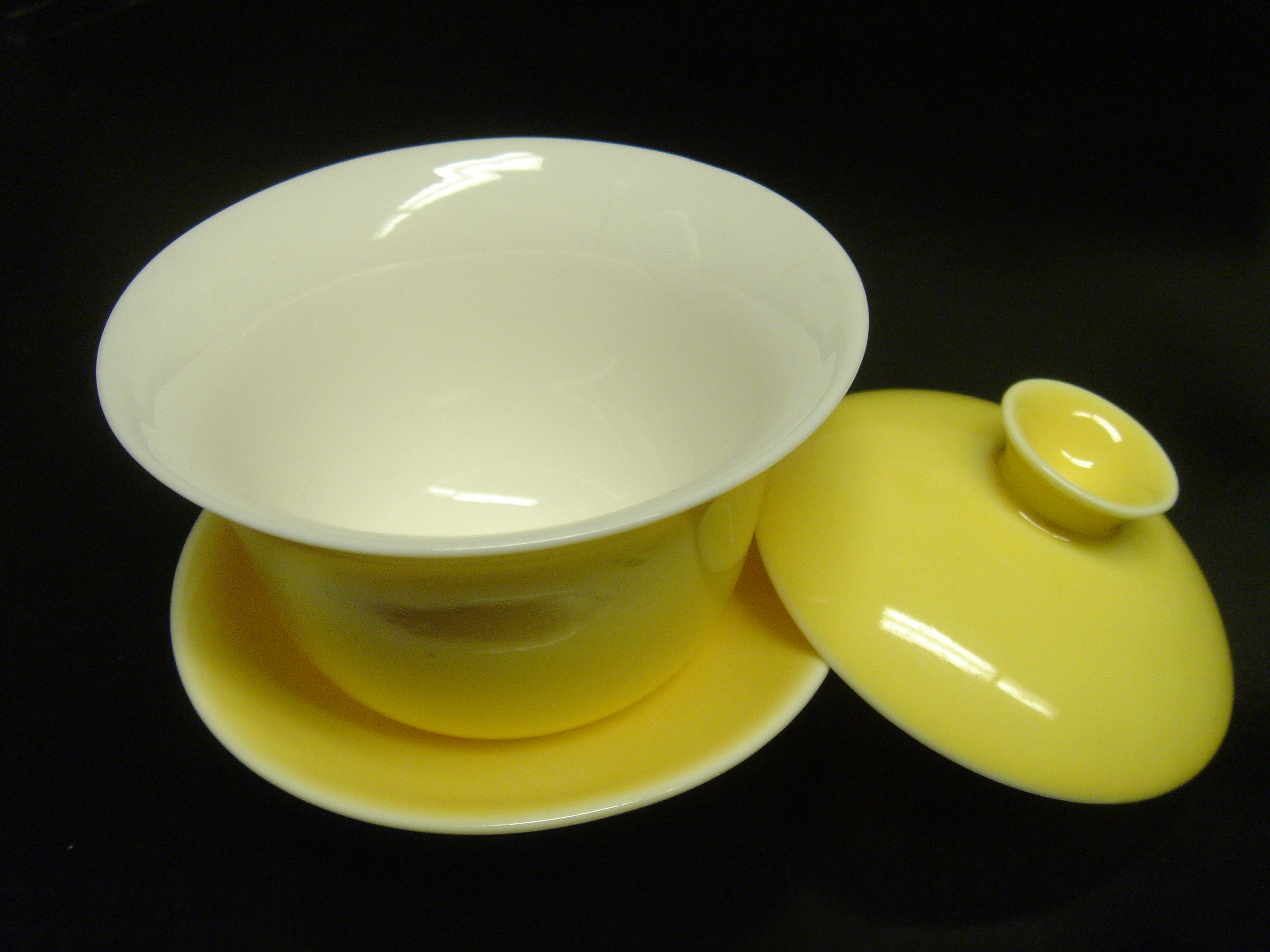
Un esemplare in porcellana

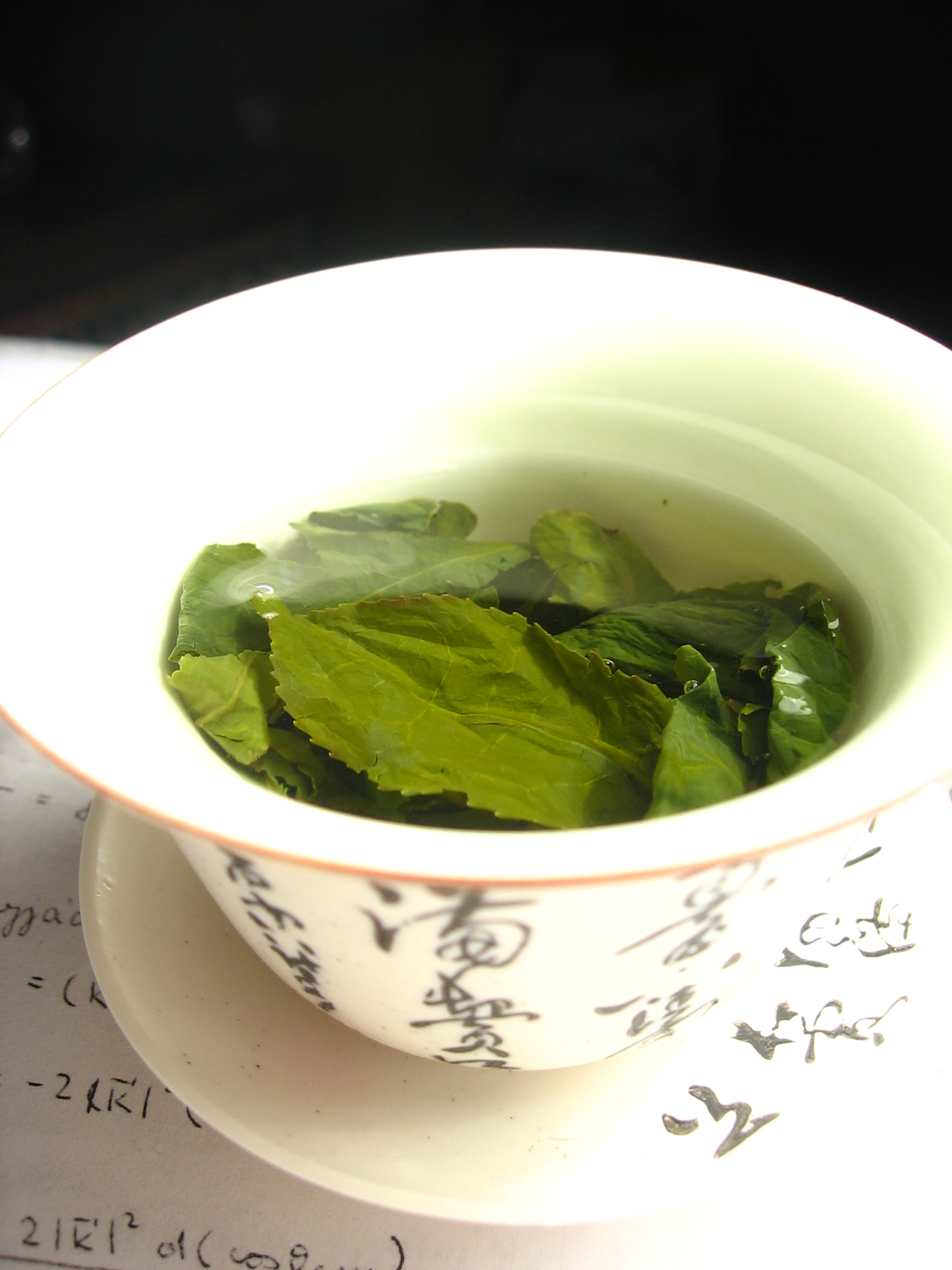

Prima della dinastia Ming, in Cina il tè veniva consumato nella stessa tazza in cui era stato preparato. Come descritto dal maestro di tè Lu Yu, questa ciotola speciale (detta cháwǎn 茶碗, lett. "tazza da tè") doveva essere abbastanza larga da permettere l'infusione, e abbastanza piccola da poterla tenere tra le mani in maniera confortevole. Durante la dinastia Ming, le innovazioni nel rituale e nella preparazione del tè hanno portato alla diffusione di una tazza più piccola ma altrettanto versatile, detta gaiwan.

## Struttura
Le tazze gaiwan sono composte da tre parti: una tazza, un coperchio e un piattino. Può essere di vari materiali, tra cui la porcellana e il vetro. Le gaiwan di argilla Yixing, oppure in giada, hanno particolare valore tra i collezionisti di accessori per il tè. Le gaiwan sono di solito piccole, con un volume di circa 100-150 ml.
L'antica tomba di un principe Ming ha recentemente restituito alla luce un reperto di gaiwan di un tipo  noto solo da dipinti del XV secolo, una tazza blu e bianca di porcellana di Jingdezhen con un supporto d'argento e un rivestimento d'oro (risalente al 1437), tutto decorato con dragoni bianchi. Probabilmente, tazze di questo tipo erano molto diffuse, ma rifondere i preziosi metalli adoperati in tali tazze era forse diventato più conveniente, il che lasciava sopravvivere solo le tazze di porcellana.

## Funzione
Secondo molti intenditori, il gaiwan è il metodo preferito per preparare tè dall'aroma e profumo delicati, come il tè verde o il tè bianco. La versatilità dei gaiwan si nota anche nella preparazione di infusi oolong, per la capacità di questo tipo di tè di essere infuso più volte, sebbene il gaiwan sia adatto per qualsiasi tipo di tè. Il coperchio consente di bere l'infuso direttamente dalla tazza (trattenendo le foglie del tè col coperchio parzialmente ruotato e premuto contro la tazza) oppure per decantare l'infuso in un altro recipiente.